# Museo de Historia Natural (Yucatán)
El Museo de Historia Natural es un museo de México, ubicado en la ciudad de Mérida, Yucatán. Las exposiciones del museo corresponden a temas pertinentes a la ecología de la región. Si bien, fue fundado en la década de 1980, ha sido remodelado y reinaugurado en tres ocasiones.

## Ubicación
El museo se encuentre en el costado norte del Parque Zoológico del Centenario, sobre la calle 59, de la ciudad de Mérida, Yucatán.

## Historia
El edificio donde se encuentra el museo actualmente, albergó al Antiguo Colegio de Enfermería a principios del siglo XX, y desde 1951 era recinto sede a la Escuela para mecánicos de aviación de la Fuerza Aérea Mexicana y Hospital Militar. Durante la administración municipal de 1985-1987, este edificio fue remodelado y adaptado para la creación del Museo de Historia Natural.

## Salas
El museo cuenta con 7 salas permanentes:
- Sala del universo.
- Sala de la Era Paleozoica.
- Sala de la Era Mesozoica.
- Sala de la Era Cenozoica.
- Sala Audiovisual.
- Sala de la Reserva Ecológica de Cuxtal.
- Sala del Arrecife Alacranes.

Además de las 7 salas permanentes, el museo cuenta con una sala de exposiciones temporales, la cual es ocupada por centros de investigación, universidades, organizaciones ecologistas o colecciones privadas, todas con temáticas relacionadas con la historia natural, protección de recursos naturales e investigaciones sobre flora y fauna.